# Cheng Yujie
Yujie Cheng (程玉潔T, 程玉洁S, Chéng YùjiéP; Jingdezhen, 22 settembre 2005) è una nuotatrice cinese, vincitrice di un bronzo olimpico con la staffetta 4x100 metri stile libero femminile a Parigi 2024.

## Palmarès
- Giochi olimpici

Parigi 2024: bronzo nella 4x100m sl.
- Mondiali

Fukuoka 2023: oro nella 4x100m misti mista, bronzo nella 4x100m sl.
Singapore 2025: argento nella 4x100m misti mista, bronzo nei 50m sl e nella 4x100m misti.
- Mondiali in vasca corta

Abu Dhabi 2021: bronzo nella 4x200m sl e nella 4x100m misti.
- Giochi asiatici

Hangzhou 2022: oro nella 4x100m sl, nella 4x200m sl e nella 4x100m misti mista, bronzo nei 50m sl e nei 100m sl.